# 西脇彩華
西脇 彩華（にしわき さやか、1992年9月30日 - ）は、日本のタレント、歌手 （Ordinary Venus名義）、ファッションモデル、元アイドル（9nineの元メンバー）。FIRST AGENT所属。愛称は「ちゃあぽん」。
3人きょうだい。姉（Perfume 西脇綾香）と兄（一般人）がいる。

## 略歴
- 2002年5月、アクターズスクール広島在籍時に『柴矢裕美と歌おうレッツ・シング!! ヒロミwithフレンズ』収録の「おさかな天国」（コーラスで参加）と「ニッキ・ニャッキ」でCDデビュー。小・中学生の頃は雑誌のファッションモデルをしており、その後モデルをやっていた雑誌の紹介でレヴィプロダクションズ（現在のレプロエンタテインメント）に所属する事となる。
- 2005年、中学1年生で9nine結成に参加。なお、結成時から現在（2017年時点）まで在籍しているオリジナルメンバーは西脇と佐武宇綺の2人のみである。
- 2008年、石井秀仁プロデュースによるソロ歌手活動、アルバム「ORDINARY VENUS」発表。
- 2011年2月18日、堀越高等学校卒業。（同級生は三浦萌、河北麻友子、忽那汐里、成海璃子など）
- 2011年、大学に進学[2]。
- 2011年4月、FMラジオ NACK5『STROBE NIGHT!』のパーソナリティとして西脇単独で毎週5時間の生放送を開始。
- 2014年10月、J:COMテレビ『MUSIC GOLD RUSH』で、高橋茂雄とともに音楽番組のMCとしてレギュラー出演。
- 2017年10月、ニッポン放送『金曜ブラボー。』で、番組リポーターとしてレギュラー出演。
- 2017年12月、テレビ東京『所さんの学校では教えてくれないそこんトコロ!』の「自販機ガール」に任命され、テレビ番組のリポーターとしてのデビューを果たす[3]。
- 2018年1月、テレビ東京『下町ロケバラエティ番組 浅草うず九』で、バイきんぐ・小峠英二、三四郎・小宮浩信の下、バラエティ番組のアシスタントMCとして初のレギュラー出演[4]。
- 2019年4月、所属している9nineの活動休止に伴い、本格的に個人の芸能活動を開始。
- 2022年7月21日、レプロエンタテインメントとの契約満了と9nineの脱退、同日付で生島企画室（現在のFIRST AGENT）へ移籍することをSNSで報告[5]。
- 2023年5月21日、元ミュージシャン男性と挙式[6]。両親と同じ6月26日に婚姻届を提出[6]。

## 人物
- 特技は歌・ダンス、（縁日などで行われる）スーパーボールすくい。趣味は映画鑑賞。
- 2女1男の末娘。家族構成は父、母、姉、（本人）、兄。
- ニックネームのちゃあぽんは、『彩（さや）ちゃん』→『ちゃあちゃん』→『ちゃあぽん』と変化したもの。本人を含む家族からは更に変化した『ぽぴ』と呼ばれる事も多い。

## 作品

### アルバム
- ORDINARY VENUS（2008年12月17日、ビクターエンタテインメント：B001IK93EK）
  1. I Don't Know!
  2. 赤道小町ドキッ
  3. 白いパラソル
  4. 慟哭
  5. 愛が止まらない
  6. はいからさんが通る
  7. CHA-CHA-CHA
  8. スローモーション
  9. ドリームラッシュ
  10. 夏色のナンシー

西脇彩華の単独ユニットOrdinary Venus = Cha-pon (9nine) x 石井秀仁 (GOAT BED) による1980年代アイドル歌謡のエレクトロサウンド・カバーアルバム

## 出演

### 映画
- 嫌われ松子の一生（2006年、東宝） - コーラス部員 役
- second coming（2008年、東京藝術大学） - 生徒 役
- 彼方からの手紙（2008年、東京藝術大学） - ミカ 役

### テレビドラマ
- 藤子・F・不二雄のパラレル・スペース 第5話 征地球論（2008年11月28日、WOWOW） - 友美 役
- 好好!キョンシーガール〜東京電視台戦記〜（2012年10月12日 - 12月21日、テレビ東京） - 西脇彩華 役

### 配信ドラマ
- 既婚者サークル 妻と夫の別の顔（2024年11月1日、mov）[7][8]

### テレビ番組
- 体験!メディアのABC（2004年、NHK教育）
- Jチェキ!（2004年 - 2009年、エンタ!371）
- うきうき!MIXガール #1・3 - 5・7・8・10 - 12（2010年4月・6月 - 8月・10月・11月・2011年1月 - 3月、PigooHD・エンタ!371）
- MUSIC GOLD RUSH（2014年10月3日 - 2017年9月29日、J:COM） - MC[9]
- メッセンジャーの○○は大丈夫なのか? （2019年2月21日 - 2020年3月19日、毎日放送）
- JTB presents シンデレラの冒険 沖縄編（2019年9月7日 - 9月28日、BSスカパー!）
- JTB presents シンデレラの冒険（2019年10月 - 、BSスカパー!） - ナレーション

### CM・広告
- きぐるみキグミ〜（2005年、タカラ ※現在のタカラトミー）
- マクドナルド 店内放送CM（2017年12月）
- 国土交通省 ベビーカーマーク普及キャンペーンモデル（2019年・2020年・2021年）
- 日東リバティ TVCM（2019年） - 高田延彦と共演
- JTB 沖縄旅行キャンペーンラジオCM（2019年）
- TOYOTA 東京モーターショー2019 #PLAYTOYOTA WEB CM（2019年）

### ラジオ
- WEST WAVE〜放課後じゃナイン!?〜（2006年、ひろしまPステーション）
- もっともゴチャ・まぜっ!（2009年4月11日 - 2010年4月3日、MBSラジオ）
- STROBE NIGHT!（2011年4月7日 - 2014年4月1日、FM NACK5） - パーソナリティ。2013年度まで木曜、以降は月曜
- あ〜ちゃん ちゃあぽんの!“West Side Story”（2016年4月 - 、JFN21局）[10]\
- AVALON「東京ディズニーランドで夢のデート！あなたならどっち！？」（2018年7月27日 、J-WAVE）
- うどうのらじお「街角ステーションPLUS 噂を求めてどこまでも!」（2017年10月20日 - 2022年3月25日、ニッポン放送[11]）[12] - リポーター
- NEXCO東日本 presents ハロー・ハイウェイ（2019年6月2日 - 、TOKYO FM 他JFN11局ネット） - リポーター ※不定期出演
- Seasoning -season your life with music-（2019年6月25日、JFN）
- GIRLS LOCKS!（2019年10月28日 - 10月31日、TOKYO FM 他JFN38局ネット）
- Girls' Acoustic Live Stage - （2019年12月29日、ラジオ日本）
- Pockyラジアンサンデー（2020年2月9日・16日・23日・3月1日、TOKYO FM・FM OH!）
- 9ジラジ（2020年8月20日、広島FM）
- 高橋みなみの「これから、何する?」「これから、東京ディズニーリゾートいっちゃう！？」（2020年6月4日 - 9月24日、TOKYO FM）
- 山崎怜奈の誰かに話したかったこと。「誰かに話したくなる東京ディズニーリゾート。」（2020年10月1日 - 、TOKYO FM）[13]

### 舞台
- 中野ブロンディーズ（2011年10月6日 - 10日、サンシャイン劇場 / 10月19日 - 22日、新神戸オリエンタル劇場） - 音木 役
- “STRAYDOG”30th Anniversary Produce『夕凪の街 桜の国』（2023年8月19日、広島県民文化センター 多目的ホール / 9月1日 - 3日、新国立劇場 小劇場） - 主演：石川七波 役[14]
- “STRAYDOG”Produce『幸せになるために』（2024年7月11日 - 15日、新宿村LIVE / 8月24日 - 25日、インディペンデントシアター2nd） - 中本由美子 役[15]
- 劇団バルスキッチン 第36回公演 第36回池袋演劇祭参加作品[注釈 1]『商店街グランドリオン』（2024年9月11日 - 16日、シアターグリーン BIG TREE THEATER） - 花村恵、姫 役[17]
- “STRAYDOG”Produce『路地裏の優しい猫』（2024年10月2日 - 9日、CBGKシブゲキ!! / 10月12日 - 13日、近鉄アート館）[18]
- ツバルのフェヌア（2024年12月10日 - 15日、新宿シアターモリエール）[7]
- 劇団バルスキッチン 第41回公演『夢ぼくろファンタジア』（2025年6月4日 - 8日、バルスタジオ[注釈 2]） - 主演：前田香澄 役[19]
- “STRAYDOG”Produce『夕凪の街 桜の国』（2025年7月17日 - 21日〈予定〉、シアターグリーン BIG TREE THEATER / 8月2日 - 3日〈予定〉、広島県民文化センター 多目的ホール）- 主演：石川七波 役[20]

### イベント
- U-15 Live Version Vol.4（2004年4月25日）
- ジェイクラス祭り2004（2004年10月16日 - 17日）
- U-15 Live Version Vol.7（2004年11月7日）
- ジェイクラス祭り2005（2005年9月24日 - 25日）
- ジェイクラス祭り2006（2006年12月24日）
- B.L.T.PRESENTS Girls Woodstock special stage『fantasy night』（2009年2月14日）
- B.L.T.PRESENTS Girls Woodstock Vol.13（2009年6月13日）
- 第2回 アイドル横丁祭!! 生バンドスペシャル（2012年4月8日） - イベントMC
- 菊地と林のアイドルパンチ!（2012年5月12日） - ゲスト
- MUSIC GOLD RUSH FEST vol.01（2016年2月18日）
- UNIDOL2017-18 Valentine（2018年2月14日） - イベントMC
- mysta festa 2018 January（2018年2月25日） - イベントMC
- YASHIMA GROUP KIMONO FASHION SHOW（2018年12月4日）
- 第69回NHK紅白歌合戦 Perfume「Future Pop 紅白SP」（2018年12月31日） - 中継盛り上げ隊MC
- PUMP UP IDOL（2019年9月7日、台北 CLAPPER STUDIO） - イベントMC
- 西脇彩華 Birthday live 2019 ～Precious～（2019年9月29日、Blues Alley Japan） - 自主企画音楽ライブ
- Girls' Acoustic Live Stage（2019年12月12日、銀座ヤマハホール） - イベントMC
- Precious～With Big Love～（2020年2月16日、JZ Brat SOUND OF TOKYO） - 自主企画音楽ライブ
- "P.O.P" Festival (Perfume Online Present Festival)（2020年9月21日） - トークゲスト

### 雑誌
- プチバースデイ（2003年、実業之日本社）
- melon（2004年、2005年、祥伝社）
- Lemon Teen（2005年、バウハウス）
- Hana★chu→（2005年、主婦の友社）

### ウェブ番組
- 萌えろ!! エンジェルちゃん（2012年6月22日、ニコニコ生放送） - ゲスト
- わくわくドワンゴ ミュージックランド（2012年8月17日 - 2014年3月10日、ニコニコ生放送） - MC[21]
- ニコニコ生放送 音楽番組アワード2013（2013年12月14日、ニコニコ生放送） - アシスタントMC
- アジアンクルーズ（2014年4月21日 - 12月15日、ニコニコ生放送） - MC。
- ニコニコ生放送 音楽番組アワード2014（2014年12月20日、ニコニコ生放送） - アシスタントMC
- ニコニコ生放送 音楽番組アワード2015（2015年12月19日、ニコニコ生放送） - アシスタントMC
- フジモンが芸能界から干される前にやりたい10のこと（2017年 - 、AbemaTV） - アシスタントMC ※不定期出演
- ミッドナイト競輪（2020年8月13日、- WinTicket / Abema 競輪・オートレースチャンネル）※不定期出演